# Ivan Ševcov
Ivan Savvyč Ševcov (in ucraino Іван Саввич Шевцов?, Ivan Savvič Ševcov, in russo Иван Саввич Шевцов?, Ivan Savvič Ševcov; Seredyna-Buda, 18 aprile 1904 – settembre 1941) è stato un politico ucraino, Capo del Consiglio comunale di Kiev dei deputati degli operai, dei contadini e dell'Armata Rossa nel 1938-1940, presidente del Comitato esecutivo del Consiglio comunale dei deputati operai di Kiev nel 1940-1941. Membro del Comitato del Partito Comunista d'Ucraina nel 1940-1941.

## Biografia
Ivan Savvyč Ševcov nasce a Seredyna-Buda nell'Oblast' di Sumy, ma trascorre la sua infanzia a Kiev nel quartiere di Shulyavka. Ha studiato in una scuola ferroviaria e in una scuola elementare superiore. Successivamente, si è laureato presso la Kiev Railway and Construction Technical School e la Facoltà di Costruzione dell'Istituto di Ingegneri dei Trasporti di Mosca.
Iniziò a lavorare sulla South-Western Railway nel 1919. Si diresse verso il vice capo dell'Impianto di riparazione auto Darnytsia. Poi ha lavorato come commissario autorizzato del difensore civico dell'URSS presso il Consiglio dei Commissari del Popolo della RSS (Ucraina).
Membro del Partito Comunista dell'Unione Sovietica dal 1927, nel 1936-1938 lavorò nel comitato distrettuale di Darnytskyi del partito.
Il 15 luglio 1938 fu eletto presidente ad interim del Mis'ka Rada di Kiev e all'inizio di gennaio 1940 fu eletto presidente del Comitato esecutivo del Consiglio comunale di Kiev, incarico che mantenne fino all'inizio della guerra tedesco-sovietica.
Fu ucciso dopo il 19 settembre 1941 nei combattimenti nella Battaglia della sacca di Kiev quando le truppe sovietiche lasciarono la città.